# Zbojnícke veže
Zbojnické veže (nejvyšší má přes 2 380 m n. m.) jsou tři věže v hlavním hřebeni Vysokých Tater. Ačkoli jsou trochu schované za mohutnou Širokou veží, vidět je lze při sestupu z Priečného sedla. Přesnější údaj o nadmořské výšce průvodci (Arno Puškáš, František Kroutil) neuvádějí.

## Topografie
Od západu na východ, tedy od sedla Bílá lávka následuje: Malá Zbojnícka veža, Malá Zbojnická štrbina, Prostredná Zbojnícka veža, Velká Zbojnická štrbina, Veľká Zbojnícka veža a Zbojnické sedlo (asi 2360 m). Na sever skalní stěny spadají do Zadní Javorové doliny na jih do Velké Studené doliny, oblasti Střeleckého pole.

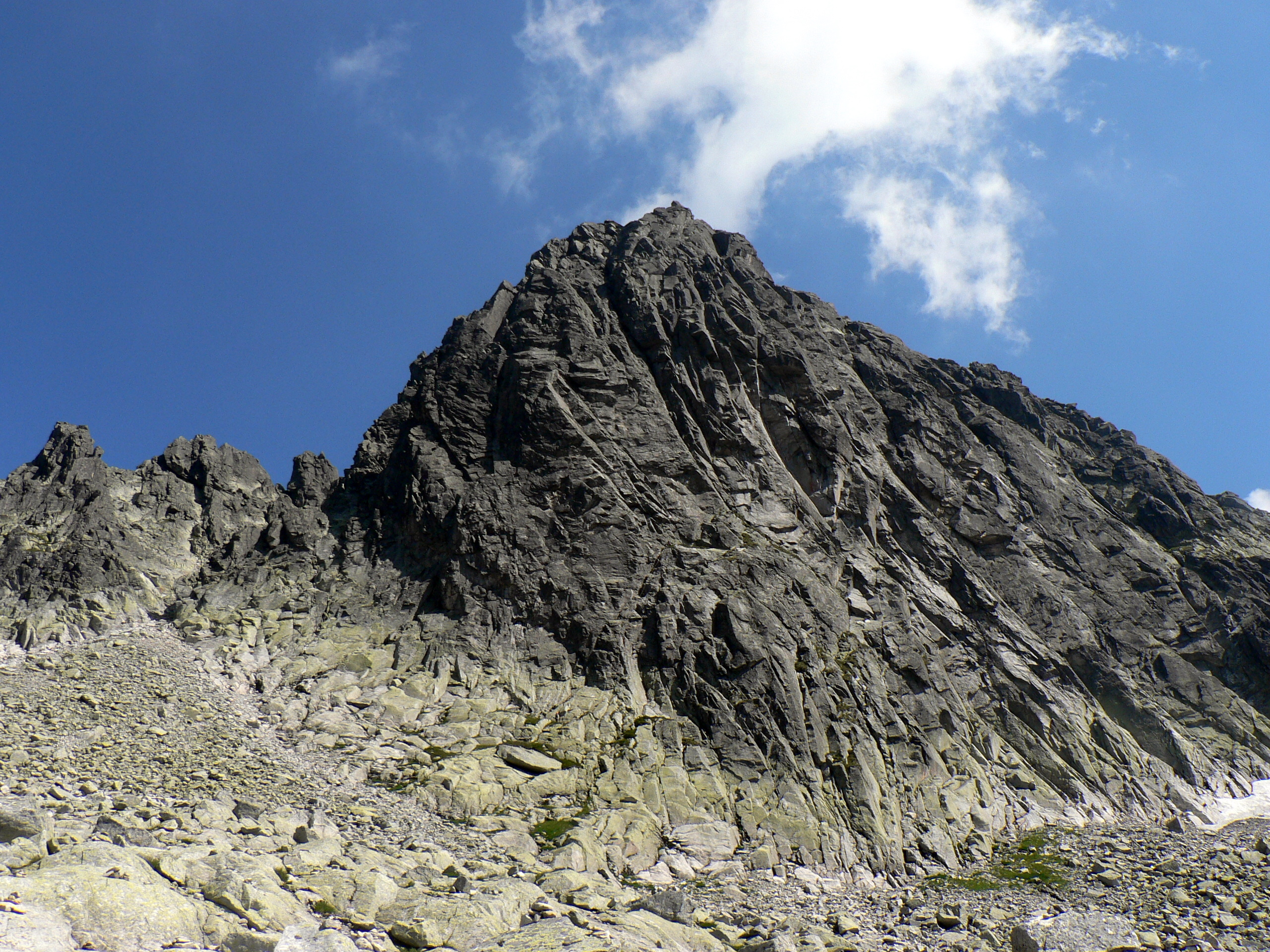
Zbojnické veže a Široká veža z Velké Studené doliny.

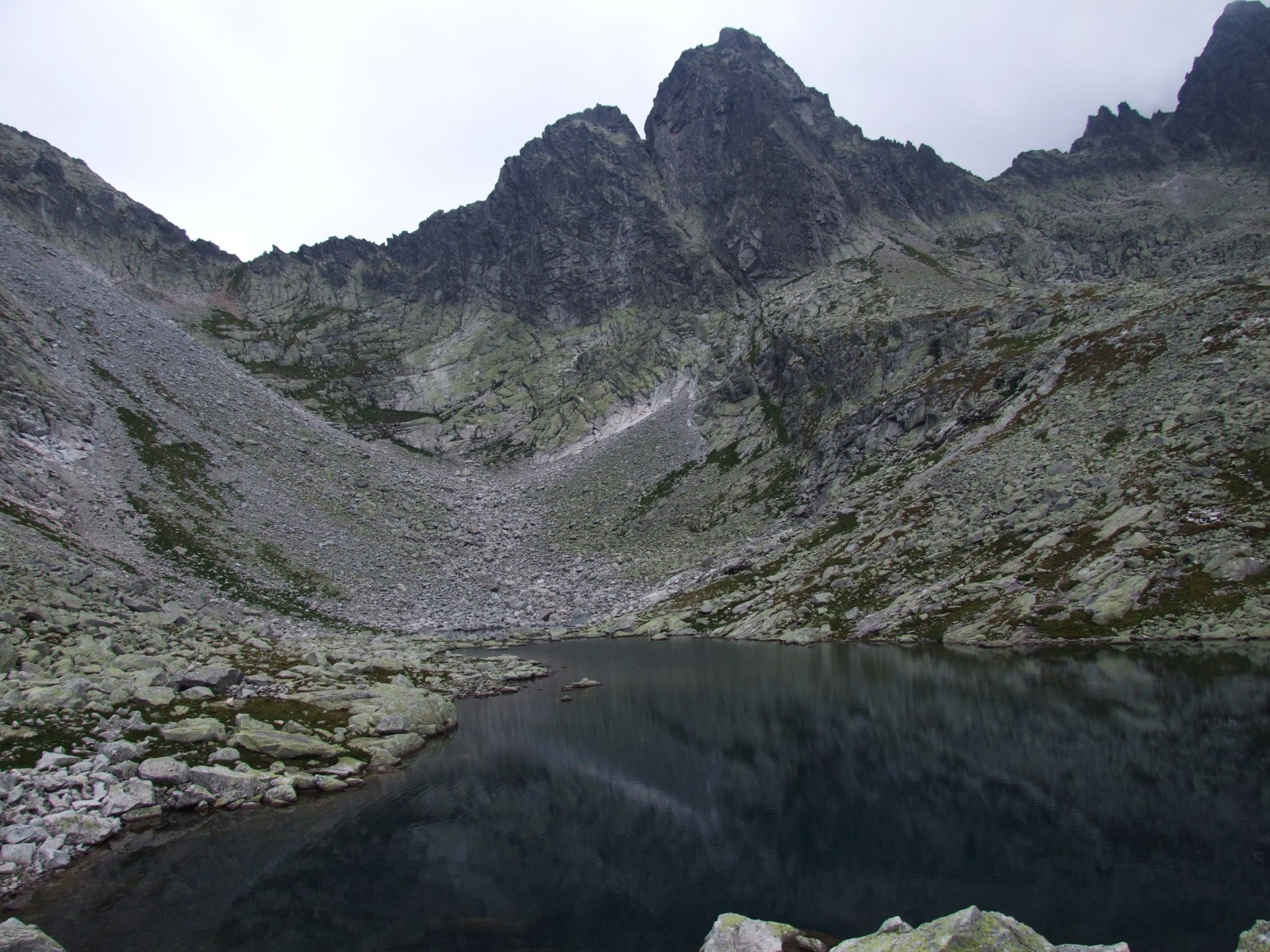
Ostrý štít a Zbojnické veže.

## Výstupy
První výstup na Velkou Zbojnickou věž ze Zbojnického sedla uskutečnili Z. Klemensiewicz a R. Kordys v r. 1907, II.
První přechod úplné hřebenovky až na Bílou lávku provedl A. Grósz v r. 1912.
Několik prvovýstupů na jednotlivé věže vytyčil František Kele v r. 1954.